# Comuna de Myślibórz
Myślibórz (polaco: Gmina Myślibórz) é uma gminy (comuna) na Polónia, na voivodia de Pomerânia Ocidental e no condado de Myśliborski.
De acordo com os censos de 2005, a comuna tem 20.969 habitantes, com uma densidade 63,9 hab/km².

## Área
Estende-se por uma área de 328,33 km².

## Demografia
Dados de 30 de Junho 2004:
|                      | Total   | Total | Mulheres | Mulheres | Homens  | Homens |
| -------------------- | ------- | ----- | -------- | -------- | ------- | ------ |
|                      | pessoas | %     | pessoas  | %        | pessoas | %      |
| População            | 20 969  | 100   | 10 692   | 51       | 10 277  | 49     |
| Densidade (pop./km²) | 63,9    | 100   | 32,6     | 32,6     | 31,3    | 31,3   |

De acordo com dados de 2002, o rendimento médio per capita ascendia a 1311,82 zł.